# Rebecca Cheptegei
Rebecca Cheptegei est une coureuse de fond ougandaise, née le 22 février 1991 à la frontière entre le Kenya et l'Ouganda, côté kényan, et morte assassinée le 5 septembre 2024 à Eldoret. 
Elle est championne du monde de course en montagne en montée et descente 2022 et a remporté la médaille de bronze sur 5 000 mètres aux Jeux mondiaux militaires d'été de 2011. Elle meurt à l’âge de 33 ans, à la suite des blessures infligées par son ancien compagnon, qui l’a immolé par le feu devant ses enfants. Des militants des droits humains ont dénoncé ce féminicide au Kenya, où, depuis 2021, deux autres athlètes, Agnes Tirop et Damaris Mutua, ont également été tuées, leurs compagnons respectifs étant accusés de ces meurtres.

## Biographie

### Enfance et vie privée
Rebecca Cheptegei naît le 22 février 1991 à la frontière entre le Kenya et l'Ouganda, côté kényan,. Elle est la fille d'Agnès et Joseph Cheptegei et est la deuxième d'une fratrie de 13 enfants. Elle grandit avec sa famille dans le district de Bukwa, d'où sa famille est originaire, puis achète une propriété et déménage à  Chepkum (en) dans l'ouest du Kenya pour fuir la violence du district de Bukwa et se rapprocher des centres d'entraînement sportif. Elle a deux enfants avec son ex-mari Simon Ayeko et a été aussi en couple avec Dickson Ndiema Marangach. Elle s'engage dans les Forces de défense du peuple ougandais en 2008 et  devient sergent. 

### Vie sportive
Rebecca Cheptegei s'illustre en cross-country lors de ses débuts en athlétisme. Lors des championnats du monde de cross-country 2010 à Bydgoszcz , en Pologne, elle se classe quinzième de la course junior et remporte la médaille de bronze au classement par équipes.
Le 22 juillet 2011, elle prend part à l'épreuve du 5 000 mètres aux Jeux mondiaux militaires d'été à Rio de Janeiro. Elle effectue une course et s'offre la médaille de bronze en 16 min 0 s 26 derrière les deux Bahreïnies Shitaye Habtegebrel et Tejitu Chalchissa. Le 3 décembre de la même année, elle domine le Cross de la Constitución à Aranda de Duero en Espagne et s'impose devant l'Espagnole Paula Berodia.
Le 30 novembre 2013, elle remporte sa seconde victoire au Cross de la Constitución en battant les Espagnoles Dolores Checa et Alessandra Aguilar. Une semaine plus tard, elle prend un départ rapide au Cross de Granollers et s'envole littéralement en tête. Elle s'impose avec 45 secondes d'avance sur l'Espagnole Marta Galimany (es).
Le 7 juillet 2016, elle remporte le titre de championne d'Ouganda du 10 000 mètres à Kampala en 35 min 5 s 3.
Le 24 avril 2022, elle prend le départ du Maratona di Sant'Antonio (it) à Padoue, en Italie. Elle parvient à devancer la favorite Anna Incerti et s'impose en 2 h 31 min 21 s. Le 6 novembre suivant, elle prend le départ de l'épreuve de montée et descente des Championnats du monde de course en montagne et trail à Chiang Mai en Thaïlande. Elle s'empare des commandes de la course, talonnée par l’autre Ougandaise Annet Chemengich Chelangat, et impose un rythme soutenu. Seule l'Américaine Allie McLaughlin parvient à suivre le duo ougandais. Rebecca Cheptegei effectue la course en tête et s'offre le titre devant sa compatriote. Le 17 décembre, elle prend le départ du marathon d'Abou Dabi. Prenant un départ prudent, elle assure sa course et termine au pied du podium. Elle améliore son record personnel et établit un nouveau record d'Ouganda de la distance en 2 h 22 min 47 s.

### Assassinat
Le 1er septembre 2024, près d'un mois après avoir participé au marathon des Jeux olympiques de Paris, où elle s’est classée 44e, Rebecca Cheptegei est aspergée d'essence et brûlée vive devant ses deux filles par son ancien compagnon, Dickson Ndiema Marangach, qui s'est introduit en son absence dans sa propriété,. Son corps est brûlé à 80 % et elle est hospitalisée dans un état critique à l'hôpital Moi Teaching and Referral d'Eldoret. Elle meurt quatre jours plus tard des suites de ses blessures,. Son ex-compagnon, également brûlé lors de l’assassinat, meurt aussi le 10 septembre 2024,. 
Le 6 septembre, la maire de Paris Anne Hidalgo annonce que la capitale rendra hommage à Cheptegei en donnant son nom à un lieu sportif de la ville,. 
Dans le quartier du Haut-et-Petit-Pantin, la commune de Pantin va aussi donner le nom de Rebecca Cheptegei à sa future halle sportive (ref. Canal, le journal de Pantin, n°338 Juillet-Août 2025).
Le 8 septembre, à l'issue du marathon paralympique féminin, une minute d'applaudissements est organisée en guise d'hommage,. 
Ses funérailles ont lieu le 14 septembre 2024 à Bukwa dans l'Ouest de l'Ouganda, en présence de nombreux athlètes internationaux comme les kényans Mary Keitany et Daniel Komen,.

## Palmarès

### Route/cross
| Année | Compétition                        | Lieu              | Place | Épreuve          | Performance     |
| ----- | ---------------------------------- | ----------------- | ----- | ---------------- | --------------- |
| 2010  | 10 km de Kampala                   | Kampala           | 1re   | 10 kilomètres    | 35 min 5 s      |
| 2011  | Semi-marathon de Madrid (en)       | Madrid            | 2e    | Semi-marathon    | 1 h 13 min 56 s |
| 2011  | Cross de Soria                     | Soria             | 2e    | Cross-country    | 28 min 11 s     |
| 2011  | Cross Valle de Llodio              | Laudio            | 3e    | Cross-country    | 26 min 44 s     |
| 2011  | Cross de la Constitución           | Aranda de Duero   | 1re   | Cross-country    | 19 min 9 s      |
| 2011  | Volta à cidade do Funchal (pt)     | Funchal           | 1re   | Course populaire | 20 min 46 s     |
| 2013  | Cross de Granollers                | Granollers        | 1re   | Cross-country    | 22 min 39 s     |
| 2013  | Cross de la Constitución           | Aranda de Duero   | 1re   | Cross-country    | 19 min 15 s     |
| 2014  | Cross Zornotza                     | Amorebieta-Etxano | 2e    | Cross-country    | 24 min 2 s      |
| 2021  | Semi-marathon de Kampala           | Kampala           | 2e    | Semi-marathon    | 1 h 13 min 5 s  |
| 2022  | Maratona di Sant'Antonio (en)      | Padoue            | 1re   | Marathon         | 2 h 31 min 21 s |
| 2022  | Marathon d'Abou Dabi (en)          | Abou Dabi         | 4e    | Marathon         | 2 h 22 min 47 s |
| 2023  | Championnats du monde d'athlétisme | Budapest          | 14e   | Marathon         | 2 h 29 min 34 s |
| 2024  | Jeux africains                     | Accra             | 4e    | Semi-marathon    | 1 h 15 min 20 s |
| 2024  | Jeux olympiques                    | Paris             | 44e   | Marathon         | 2 h 32 min 14 s |

### Piste
| Année | Compétition                         | Lieu           | Place | Épreuve       | Performance   |
| ----- | ----------------------------------- | -------------- | ----- | ------------- | ------------- |
| 2011  | Jeux mondiaux militaires d'été      | Rio de Janeiro | 3e    | 5 000 mètres  | 16 min 0 s 26 |
| 2016  | Championnats d'Ouganda d'athlétisme | Kampala        | 1er   | 10 000 mètres | 35 min 5 s 3  |

### Course en montagne
| no  | féminin       | Course                                                           | Longueur | Départ          | Temps       |
| --- | ------------- | ---------------------------------------------------------------- | -------- | --------------- | ----------- |
| 1re | Médaille d'or | Championnats du monde de course en montagne - Montée et descente | 11,2 km  | 6 novembre 2022 | 46 min 25 s |

## Records
| Épreuve       | Performance     | Date             | Lieu           |
| ------------- | --------------- | ---------------- | -------------- |
| 800 mètres    | 2 min 10 s 79   | 24 mai 2010      | Rehlingen      |
| 1 500 mètres  | 4 min 20 s 49   | 8 juin 2010      | Varsovie       |
| 3 000 mètres  | 9 min 20 s 60   | 21 juin 2014     | Bilbao         |
| 5 000 mètres  | 16 min 0 s 26   | 22 juillet 2011  | Rio de Janeiro |
| 10 000 mètres | 32 min 53 s 23  | 24 juin 2022     | Kampala        |
| 10 kilomètres | 33 min 55 s     | 28 juin 2014     | Santa Pola     |
| Semi-marathon | 1 h 13 min 5 s  | 9 octobre 2011   | Cantalejo      |
| Marathon      | 2 h 22 min 47 s | 17 décembre 2022 | Abou Dabi      |